# إضاءة دالين

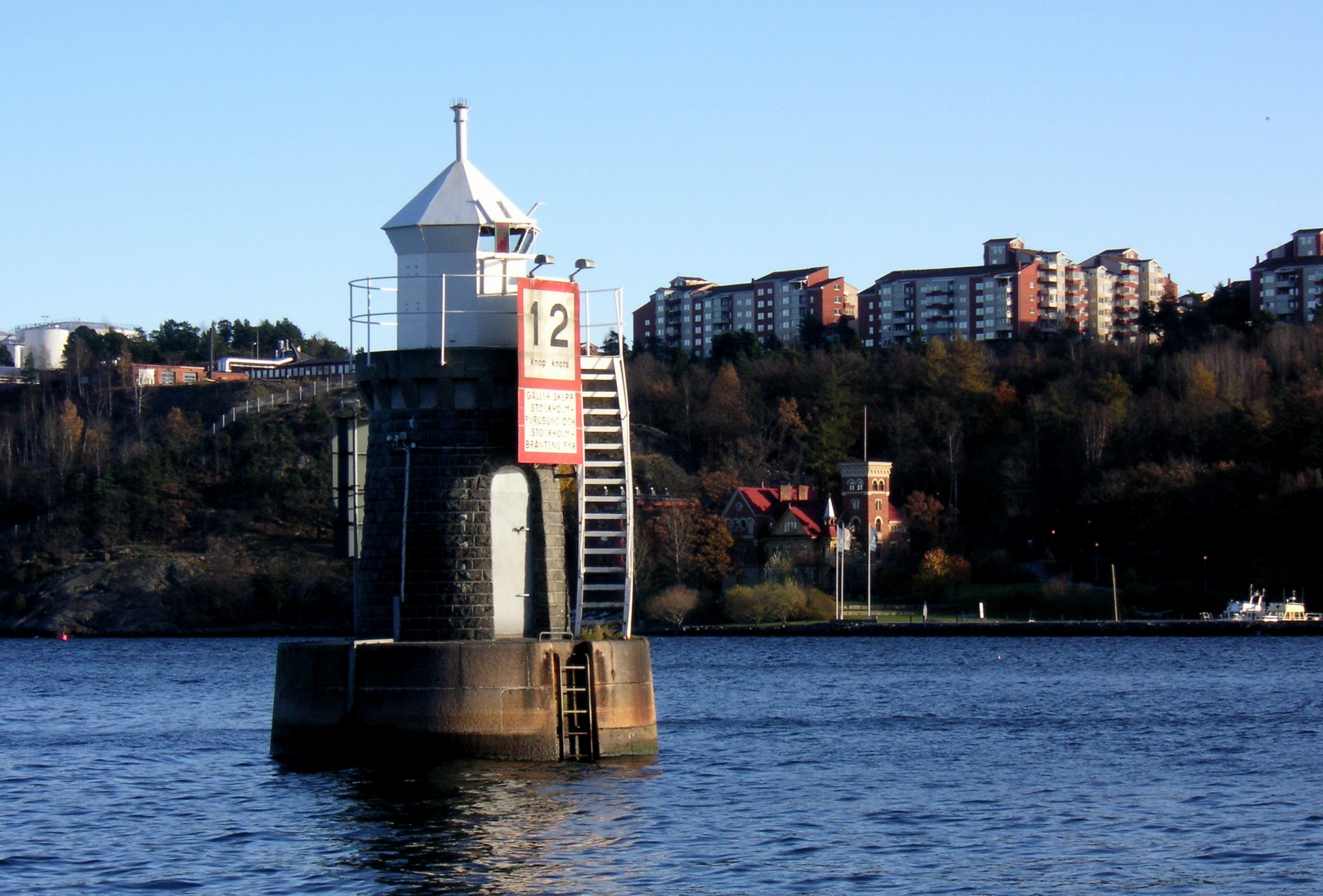
إضاءة AGA بالقرب من جزيرة جورجاردن في ستوكهولم.

إضاءة دالين هي إضاءة تنتج من احتراق غاز أسيتيلين المؤلف مع حساس شمسي والذي يقوم بإدارة عملية الاشتعال والإضاءة فقط في الظلام.
كانت هذه التقنية هي الشكل الشائع لمصادر الإضاءة في المنارات في فترة ما بين 1900-1960م، حيث أصبحت بعدها الإضاءة الكهربائية هي المهيمنة. وقد أنشئ هذا النظام من قبل غوستاف دالين وسوّق له من قبل شركته AGA.

## وصلات خارجية
- رسومات توضيحية لأنواع الإضاءات المستعملة في المنارات.